# Kensei: Sacred Fist
Kensei: Sacred Fist, conocido en Japón como BUGI (武戯-BUGI-) es un juego de lucha 3D programado y distribuido por la empresa Konami para la consola PlayStation de Sony. Fue puesto a la venta primero en Japón el 19 de noviembre de 1998, en EE. UU. el 30 de noviembre de 1998 y en Europa el 2 de mayo de 1999. Es un videojuego de lucha original diseñado para consola, no existe versión arcade. Debido al enorme éxito que tenían en esa época los juegos de lucha 3D como Tekken 3, Soul Edge o Bloody Roar 2, la empresa Konami se sumó a este fenómeno y programó su propio juego de lucha 3D.

## Jugabilidad
A diferencia de otros juegos como el mencionado Tekken, en Kensei realmente las luchas son en auténticas 3D. Es decir, el jugador puede moverse libremente por la zona de lucha (pero sin llegar a los fondos del escenario). También los escenarios están construidos en 3D, por lo que se pueden ver rotaciones en los edificios, paredes, coches y demás elementos del decorado. No son interactivos, pero fue algo novedoso ya que en aquellos años, los escenarios de los juegos de lucha solían ser 2D.
Los luchadores están construidos con un gran número de polígonos, de un tamaño considerable (más grandes que los de Tekken 3) y muchos poseen un look muy parecido al de luchadores de otros juegos de lucha, o incluso de algunos actores de cine. La lista de estilos de lucha también es extensa, y se pueden encontrar disciplinas de lucha como kárate, jeet kune do, kung fu, ninjitsu, wrestling, judo, entre otros. Existen un total de 22 luchadores a escoger (12 de ellos ocultos en principio).
Sin embargo, Kensei no llegó a triunfar en el mercado por culpa de los movimientos de los luchadores, ya que fueron creados sin captura de movimientos de artistas marciales reales. También posee una jugabilidad muy poco pulida, con un pequeño retardo desde que el jugador pulsa el botón del mando hasta que el luchador golpea. Además, el número de habilidades por luchador es bastante bajo en comparación con otros juegos como, por ejemplo, Tekken, y la historia o argumento del juego era prácticamente inexistente.

## Banda sonora
Las músicas del juego fueron principalmente compuestas por el artista Akira Yamaoka, que alcanzó la fama por esa misma época gracias a sus composiciones en el videojuego Silent Hill, en colaboración con Kyoban Suzuki y Nories Miura. Las músicas abarcaban estilos como Rock, Heavy metal, Baladas e incluso algunas piezas con toques perturbadores similares a las que se pueden escuchar en la serie Silent Hill, músicas en las que predomina la guitarra eléctrica por encima de todo.

## Luchadores
Kensei: Sacred Fist cuenta con 9 luchadores jugables iniciales procedentes de distintas partes del mundo, con sus propios estilos de lucha variados, y  otros 14 personajes ocultos que pueden ser desbloqueados a medida que el jugador completa el modo principal con los diferentes personajes.
- Yugo Sangunji (Kárate, Japón): Un joven japonés que se especializa en Kárate. Yugo se vio obligado a luchar contra su hermano mayor, Akira, como consecuencia del desacuerdo de los padres a través de metodologías de capacitación. Tras esto, Yugo abandonó su hogar y desde entonces recorre el mundo buscando la verdadera fuerza.
- Akira Sangunji (Kárate, Japón): Un joven japonés que se especializa en Karate. Akira es el hermano mayor de Yugo y quiere encontrarlo para pedir su ayuda y vengar la muerte de su padre a manos de Kaiya.
- Hong Yuli (Drunken Fist, China): Una joven china que se especializa en el estilo de puño borracho de Kung-fu. Yuli sintió curiosidad por el verdadero arte de la lucha contra el puño borracho mientras entrenaba bajo tutela del maestro Su Qingtao. Ella está decidida a demostrar que es una auténtica luchadora de Drunken Kung-Fu. Del mismo modo, Yuli busca vengar la muerte de sus padres a manos de Kaiya.
- Su Qingtao (Drunken Fist, China): Un anciano chino que se especializa en el estilo de puño borracho de Kung-fu. Qingtao es el maestro de Yuli y, al enterarse de su misión personal para luchar contra Kaiya y vengar la muerte de sus padres, Qingtao quiere encontrarla y evitar que acabe muerta.
- Douglas Anderson (Jeet Kune Do / Koppōjutsu, EE. UU.): Un detective de narcóticos que se especializa en Jeet Kune Do y Koppo. Douglas ha pasado años tratando de dar caza a un sindicato del crimen global conocido como la Corporación Tsubaki y, después de un gran avance en el caso, su compañero y viejo amigo Jim fue asesinado a sangre fría a manos de una asesina desconocida. Douglas va en busca de una pequeña venganza. Merece la pena destacar que el diseño de Douglas está fuertemente basada en el actor y artista marcial Steven Seagal.
- Yoko Cindy Matsudaira (Koppōjutsu, EE. UU.): Una elegante y atractiva mujer americana con ascendencia japonesa experta en Koppo. Cindy trabaja para Kaiya como asesina a sueldo y es, al parecer, la exnovia de Douglas.
- Allen (Muay Thai, Asia): Un hombre desconocido asiático que se especializa en el Muay Thai. Huérfano desde su infancia, se crio en un orfanato donde adquirió su experiencia Muay Thai para defenderse en el conflictivo barrio donde habitaba. Allen lucha solamente para la sobrevivir, aunque sólo sea un día más. Tiene la piel muy pálida, los ojos pintados como un gótico y el pelo negro de punta.
- Steve Laettner (Kickboxing, EE. UU.): Un hombre de pelo afroamericano negro con gafas de sol que se especializa en Kickboxing. Su aspecto recuerda al de Blood, un personaje del videojuego Vendetta, un juego de arcade también programado por Konami. Steve trabaja como guardaespaldas de Kaiya y quiere luchar contra Allen con el fin de demostrar su superioridad en el Kickboxing con respecto al estilo asiático del Muay Thai de Allen.
- Ann Griffith (Wrestling, Gran Bretaña): Una joven mujer de origen británico especialista en Lucha libre amateur, una profesión que le encanta. Tiene previsto ampliar el interés del público en el deporte mediante la organización de eventos de lucha callejera.
- Arthur Stewart (Wrestling, Gran Bretaña): Un joven apuesto, vestido de traje de hombre británico, que se especializa en lucha libre amateur. Arthur es un amigo de la infancia de Ana y trata de ayudarla mientras intentan eliminar a Kaiya y su organización.
- Hyoma Tsukikage (Ninjutsu, Japón): Un joven japonés que se especializa en el arte del Ninjutsu. Vive desde niño en el Templo Oomiwa, junto con su hermana mayor Kazane y sus padres, que posteriormente desaparecieron. Criado por un maestro llamado Ninjutsu Sessue, Hyoma ha estado entrenando en el templo desde su llegada. Pero un día, se encuentra con una pista sobre el paradero de sus padres, así que parte en su busca. En su aventura, Hyoma se entera de que su hermana mayor ha sido secuestrada por una organización criminal conocida como la Corporación Tsubaki y decide ir a rescatarla junto con su maestro.
- Sessue Kanoh (Ninjutsu, Japón): Un japonés de mediana edad que se especializa en Ninjutsu. Sessue es el maestro ninja y líder del Templo Oomiwa y ha entrenado a Hyoma y a Kazane desde su llegada al templo. Al enterarse de que Kazane fue capturada por la Corporación Tsubaki durante una misión de reconocimiento, sSessue parte al rescate junto con Hyoma, su alumno.
- Heinz Streit (Pit Fighting, Alemania): Un joven alemán que se especializa en la lucha Pit. Nació en una familia de ascendencia aristocrática alemana muy conocida, pero no le gusta llevar una vida de rico, así como tampoco soporta el control estricto de sus padres sobre él. Abandonó su hogar a la edad de 19 años y desde entonces Heinz pasa sus días como un luchador callejero, participando en luchas clandestinas ilegales por el mero placer de hacerlo.
- Natsuki Kornelia (Pit Fighting, Alemania): Una joven alemana con ascendencia japonesa de aspecto punk que es especializa en la lucha Pit. Al igual que Heinz, Natsuki también nació en una vida rica y mimada, pero también acabó aburrida y huyó de su casa en busca de emoción y entusiasmo. Al encontrarse con Heinz y aprender a defenderse en la lucha Pit, Natsuki ahora busca contra Heinz para poner a prueba sus habilidades de combate.
- David Human (Wrestling, EE. UU.): Un popular luchador que se especializa en la lucha libre profesional. Un día, David escucha rumores de que su viejo amigo y rival, Mark, se ha asociado con una organización criminal conocida como Corporación Tsubaki y decide ir en una misión personal para averiguar la verdad. Mención especial a que David es uno de los pocos personajes en los juegos 3D que utiliza la física de pecho.
- Mark Galeon (Wrestling, EE. UU.): Un luchador americano especialista en la lucha libre profesional. Tiene el pelo plateado hasta los hombros y una camisa de cuello alto sin mangas púrpura con un chaleco blanco y pantalones marrones. Viejo amigo y rival de David, Mark está decidido a acabar con la Corporación Tsubaki después de un intento de asesinato hacia él y su hija (debido al hecho de que él se había negado a unirse a ellos).
- Saya Tsubaki (Kempo, Japón): Una joven japonesa que se especializa en Kempo. El padre de Saya (Kaiya) se le dio por muerto hace cinco años y evita responder a sus preguntas acerca de él. Después de que su abuelo resulta gravemente herido por Kaiya, descubrió la verdad acerca de su padre, que aún continuaba con vida. Saya está decidida a enfrentarse a su padre para que pueda derrotarlo y poner fin a su legado de asesinatos.
- Genya Tsubaki (Kempo, Japón): Un anciano japonés que se especializa en Kempo. Es el padre de Kaya y el abuelo de Saya. Genya es un experto luchador Kempo que quiere evitar que Saya se meta en peligro.

Otros personajes desbloqueables son:
- Zhou Leimeng (sin estilo definido, Hong Kong): El primer jefe del juego que se especializa en su propio estilo original de lucha. Es un hombre chino de Hong Kong de estatura baja, vestido con un traje de negocios que sirve como mano derecha de Kaiya y es el segundo al mando de la Corporación Tsubaki.
- Kaiya Tsubaki (Kempo, Japón): El segundo y último jefe del juego. Un japonés de mediana edad que se especializa en Kempo. Es el padre de Saya e hijo de Genya. Kaiya es el despiadado líder de la Corporación Tsubaki y busca ampliar el poder de su corporación criminal sobre el mundo.
- Jelly Thomas / Billy Thomas ("estilo original", EE. UU.): Dos hermanos norteamericanos criminales gemelos que llevan máscaras de animales sobre sus cabezas: Jelly lleva una máscara loro mientras que Billy lleva una máscara de pingüino. Ambos personajes comparten la misma ranura de personaje, al igual que Kuma y Panda en la serie Tekken. Su propio estilo de lucha es una combinación de otros movimientos presentes en el juego.
- Kazane Tsukikage (Ninjutsu, Japón): Una mujer joven japonesa que se especializa en Ninjutsu. Kazane es la hermana mayor de Hyoma y también una Kunoichi. Ella fue enviada en una misión de reconocimiento para espiar a la Corporación Tsubaki, pero fue capturada, por lo tanto su hermano Hyoma y su maestro Sessue salen a rescatarla.

## Recepción
Kensei: Sacred Fist no contó con la aprobación de la prensa ni tampoco de los jugadores. Gamespot puntuó al juego con un 4/10 e IGN con un 5/10. También hay que tener en cuenta que en aquellos años, la competencia en el género de la lucha 3D era muy elevada, con títulos en el mercado alabados por la crítica como Tekken 3, Soul Blade, Bloody Roar 2 o Street Fighter EX, por lo que era extremadamente complicado destacar.